# The Jaguar's Claws
The Jaguar's Claws er en amerikansk stumfilm fra 1917 af Marshall Neilan.

## Medvirkende
- Sessue Hayakawa som El Jaguar.
- Fritzi Brunette som Beth Thomas.
- Tom Moore som Phil Jordan.
- Marjorie Daw som Nancy Jordan.
- Tom Forman som Harry Knowles.